# Masao Yoshida
Masao Yoshida (吉田 昌郎 Yoshida Masao?) nació en Osaka, Japón y fue director general en el Departamento de Gestión de Activos Nucleares de Tokyo Electric Power Co., Inc. (TEPCO), Japón. Fue el gerente de la planta durante el desastre nuclear de Fukushima Daiichi, donde desempeñó un papel fundamental al desobedecer las órdenes de la sede corporativa de dejar de usar agua de mar para enfriar los reactores. De acuerdo con el físico nuclear (y cofundador de la teoría del campo de cuerdas), el Dr. Michio Kaku, la decisión de usar agua de mar posiblemente evitó un desastre mucho mayor. Sin el último esfuerzo de zanja para usar agua de mar para enfriar el reactor, podría haber ocurrido una catástrofe mucho mayor que podría haber contaminado gran parte del norte de Japón. Yoshida logró ganarse la confianza del primer ministro Naoto Kan, a quien conoció el día después del tsunami en una gira por la planta. Ambos habían asistido al Instituto de Tecnología de Tokio. 
El 12 de marzo de 2011, unas 28 horas después de que se produjera el tsunami, Yoshida y otros ejecutivos de TEPCO ordenaron a los trabajadores que comenzaran a inyectar agua de mar en el Reactor n.º 1 para evitar que el reactor se sobrecalentara y se hundiera. Pero 21 minutos después, le ordenaron a Yoshida que suspendiera la operación. Yoshida decidió ignorar la orden y ordenó a los trabajadores de la planta que continuaran. Esa noche, a las 20:05 JST, el gobierno japonés ordenó nuevamente que se inyectara agua de mar en la Unidad 1.
La semana del 7 de junio de 2011, TEPCO le dio a Yoshida una reprimenda verbal por desafiar la orden y no haberla informado antes. 
A Yoshida se le diagnosticó cáncer de esófago , el cual TEPCO determinó que no estaba relacionado con el accidente nuclear, debido a la rapidez de su aparición. Se retiró como gerente de planta a principios de diciembre de 2012.  Se sometió a una operación para el cáncer y más tarde sufrió un accidente cerebrovascular no fatal. 
Yoshida murió el 9 de julio de 2013 a los 58 años y le sobrevivieron su esposa Yoko y tres hijos. "Si Yoshida no hubiera estado allí, el desastre podría haber sido mucho peor", dijo Reiko Hachisuka, jefe de un grupo empresarial en la ciudad de Okuma. El ex primer ministro Naoto Kan tuiteó un reconocimiento: "Me inclino en respeto por su liderazgo y la toma de decisiones".